# Argo (1936)
| «Арго»                                                                | «Арго» | «Арго» |
| --------------------------------------------------------------------- | --- | --- |
| Argo                                                                  | | |
|                                                                       | | |
| Типова схема підводних човнів типу «Арго»                             | | |
| Верф                                                                  | CRDA, Монфальконе | CRDA, Монфальконе |
| Під прапором                                                          | Королівство Італія | Королівство Італія |
| Належність                                                            | Королівські військово-морські сили Італії | Королівські військово-морські сили Італії |
| Порт приписки                                                         | Неаполь BETASOM | Неаполь BETASOM |
| Закладений                                                            | 15 жовтня 1931 | 15 жовтня 1931 |
| Спуск на воду                                                         | 24 листопада 1936 | 24 листопада 1936 |
| Введений до складу флоту                                              | 31 серпня 1937 | 31 серпня 1937 |
| На службі                                                             | 1937—1943 | 1937—1943 |
| Сучасний статус                                                       | 11 вересня 1943 року затоплений, коли німці захопили корабельню у Монфальконе, згодом піднятий. 1 травня 1945 року затоплений вдруге              | 11 вересня 1943 року затоплений, коли німці захопили корабельню у Монфальконе, згодом піднятий. 1 травня 1945 року затоплений вдруге              |
| Бойовий досвід                                                        | Друга світова війна Середземномор'я Битва за Атлантику * «Перший щасливий час» * Конвой HX 90                                                     | Друга світова війна Середземномор'я Битва за Атлантику * «Перший щасливий час» * Конвой HX 90                                                     |
| Проєкт                                                                | | |
| Тип ПЧ                                                                | прибережний підводний човен | прибережний підводний човен |
| Основні характеристики                                                | | |
| Швидкість (надводна)                                                  | 14 вузлів (26 км/год) | 14 вузлів (26 км/год) |
| Швидкість (підводна)                                                  | 8 вузлів (15 км/год) | 8 вузлів (15 км/год) |
| Робоча глибина занурення                                              | 90 м | 90 м |
| Дальність плавання                                                    | 10 186 миль (18 846 км) на швидкості 8,5 вузлів у надводному положенні 100 миль (186 км) на швидкості 3 вузли (5,6 км/год) у підводному положенні | 10 186 миль (18 846 км) на швидкості 8,5 вузлів у надводному положенні 100 миль (186 км) на швидкості 3 вузли (5,6 км/год) у підводному положенні |
| Екіпаж                                                                | 58 офіцерів та матросів | 58 офіцерів та матросів |
| Розміри                                                               | | |
| Довжина найбільша (по КВЛ)                                            | 63,15 м | 63,15 м |
| Ширина корпусу найб.                                                  | 6,93 м | 6,93 м |
| Висота                                                                | 4,46 м | 4,46 м |
| Середня осадка (по КВЛ)                                               | 4,7 м | 4,7 м |
| Водотоннажність надводна                                              | 793 тонн | 793 тонн |
| Силова установка                                                      | | |
| Дизель-електрична: 2 × дизельних двигуни FIAT 2 × електродвигуни CRDA | | |
| Гвинти                                                                | 2 | 2 |
| Потужність                                                            | 1500 к.с. (дизелі) 800 к.с. (електродвигуни) | 1500 к.с. (дизелі) 800 к.с. (електродвигуни) |
| Озброєння                                                             | | |
| Артилерія                                                             | 1 × 100-мм гармата 100/47 | 1 × 100-мм гармата 100/47 |
| Торпедно- мінне озброєння                                             | 6 × 533-мм торпедних апаратів 16 торпед | 6 × 533-мм торпедних апаратів 16 торпед |
| ППО                                                                   | 4 × 13,2-мм зенітних кулемети Breda Model 1931 | 4 × 13,2-мм зенітних кулемети Breda Model 1931 |

«Арго» (італ. Argo) — військовий корабель, прибережний підводний човен у своєму типі Королівських ВМС Італії за часів Другої світової війни.
«Арго» був закладений 15 жовтня 1931 року на верфі компанії CRDA у Монфальконе. 24 листопада 1936 року він був спущений на воду, а 31 серпня 1937 року увійшов до складу Королівських ВМС Італії.

## Історія
«Арго» був закладений CRDA на своїй верфі в Монфальконе на замовлення португальського флоту. У той період, 1920-1930-ті роки, кілька іноземних флотів замовляли підводні човни на італійських верфях. Ці два човни (іншим був «Велелла») вже були на завершальній стадії будівництва, коли через фінансові труднощі Португалії довелося відмовитися від їх будівництва, й човни придбали італійці.

### Друга світова війна
На початку конфлікту «Арго» був приписаний до 14-ї ескадри 1-ї групи, що базувалася в Спеції. З 10 по 11 липня човен був частиною протикорабельного заслону з чотирьох підводних човнів, серед яких «Іріде», «Шире» та «Діаспро», усі діяли на визначеному рубежі на відстані 15 миль один від одного. «Арго» було наказано зайняти позицію у 80 милях на 310° від маяка Пойнт Асінара (Сардинія). Хоча під час цього патрулювання «Арго» не зміг виявити жодного судна, «Шире» під командуванням лейтенанта Адріано Пріні потопив французьке судно Cheik водотоннажністю 1058 тонн.
У вересні 1940 року до французького Бордо на базу BETASOM почали прибувати італійські підводні човни, яких незабаром стало 27, котрі незабаром приєдналися до німецьких підводних човнів у полюванні на судноплавство союзників; поступово їхнє число збільшиться до 32. Вони зробили вагомий внесок у битву за Атлантику, попри те, що командувач підводного флоту ВМС Німеччини адмірал Карл Деніц відгукнувся про італійських підводників: «недостатньо дисципліновані» і «не в змозі залишатися спокійним перед лицем ворога».

## Перелік уражених «Арго» суден у бойових походах
| № | Дата              | Командир ПЧ          | Назва       | Тип                   | Належність      | Водотоннажність (брт) | Вантаж | Конвой        | Результат та координати                                                 | Наслідки атаки для екіпажу     | Прим.    |
| - | ----------------- | -------------------- | ----------- | --------------------- | --------------- | --------------------- | ------ | ------------- | ----------------------------------------------------------------------- | ------------------------------ | -------- |
| 1 | 1 грудня 1940     | T.V. Альберто Крепас | «Сагне»     | ескадрений міноносець | Канада          | 1 358                 |        | Конвой HG 47  | пошкоджений 54°05′ пн. ш. 16°55′ зх. д. / 54.083° пн. ш. 16.917° зх. д. |                                | типу «A» |
| 2 | 5 грудня 1940     | T.V. Альберто Крепас | Silverpine  | вантажне судно        | Велика Британія | 5 066                 | баласт | Конвой OB 252 | потоплено 54°14′ пн. ш. 18°08′ зх. д. / 54.233° пн. ш. 18.133° зх. д.   | 55 (36 загинуло та 19 вціліло) |          |
| 3 | 12 листопада 1942 | T.V. Паскуаль Джіглі | HMS Tynwald | допоміжне судно ППО   | Велика Британія | 2 376                 |        |               | потоплено 36°42′ пн. ш. 05°10′ сх. д. / 36.700° пн. ш. 5.167° сх. д.    | 24 (усі загинули)              |          |